# Α,β-Nezasićeno karbonilno jedinjenje
α,β-Nezasićena karbonilna jedinjenja su organska jedinjenja opšte strukture (O=CR)−Cα=Cβ-R. Takva jedinjenja uključuju enone i enale, ali i karboksilne kiseline i odgovarajuće estre i amide. U ovim jedinjenjima, karbonilna grupa je konjugovana sa alkenom (otuda pridev nezasićen). Za razliku od slučaja karbonila bez bočne alkenske grupe, α,β-nezasićena karbonilna jedinjenja su podložna napadu nukleofila na β-ugljeniku. Ovaj obrazac reaktivnosti naziva se vinilognim. Primeri nezasićenih karbonila su akrolein (propenal), mezitil oksid, akrilna kiselina i maleinska kiselina. Nezasićeni karbonili se mogu pripremiti u laboratoriji u aldolnoj reakciji i u Perkinovoj reakciji.

## Klasifikacije
α,β-Nezasićena karbonilna jedinjenja mogu se podklasisati prema prirodi karbonilnih i alkenskih grupa.
- Osnovni α,β-nezasićeni karbonili
- Metil vinil keton, najjednostavniji α,β-nezasićeni keton
- Akrolein, najjednostavniji α,β-nezasićeni aldehid
- Metil akrilat, α,β-nezasićeni estar
- Akrilamid, prekursor poliakrilamida
- Maleinska kiselina, α,β-nezasićeni dikarbonil
- Fumarna kiselina, izomerna sa maleinskom kiselinom
- Akriloil hlorid
- Halkon

### Akriloil grupa
α,β-Nezasićena karbonilna jedinjenja koja sadrže karbonil konjugovan sa alkenom koji je terminalni ili vinilni, sadrže akriloil grupu (H2C=CH−C(=O)−); to je acil grupa izvedena iz akrilne kiseline. Preferirani IUPAC naziv za grupu je prop-2-enoil, a poznat je i kao akrilil ili jednostavno (i netačno) kao akril. Jedinjenja koja sadrže akriloil grupu mogu se nazvati „akrilna jedinjenja”.

### α,β-Nezasićene kiseline, estri i amidi
α,β-nezasićena kiselina je vrsta α,β-nezasićenog karbonilnog jedinjenja koje se sastoji od alkena konjugovanog sa karboksilnom kiselinom. Najjednostavniji primer je akrilna kiselina (CH2=CHCO2H). Ova jedinjenja su sklona polimerizaciji, što dovodi do velike površine poliakrilatne plastike. Akrilatni polimeri su izvedeni iz, ali ne sadrže akrilatnu grupu. Karboksilna grupa akrilne kiseline može da reaguje sa amonijakom da bi se formirao akrilamid, ili sa alkoholom da bi se formirao akrilatni estar. Akrilamid i metil akrilat su komercijalno važni primeri α,β-nezasićenih amida i α,β-nezasićenih estara, respektivno. Takođe se lako polimerizuju. Akrilna kiselina, njeni estri i njeni derivati amida sadrže akriloilnu grupu.
α,β-Nezasićeni dikarbonili su takođe česti. Matična jedinjenja su maleinska kiselina i izomerna fumarna kiselina. Maleinska kiselina formira estre, imid i anhidrid, odnosno dietil maleat, maleimid i anhidrid maleinske kiseline. Fumarna kiselina, kao fumarat, je intermedijer u Krebsovom ciklusu limunske kiseline, što je od velikog značaja u bioenergiji.

### Enoni
Enon (ili alkenon) je organsko jedinjenje koje sadrži i alkenske i ketonske funkcionalne grupe. U α,β-nezasićenom enonu, alken je konjugovan sa karbonil grupom ketona. Najjednostavniji enon je metil vinil keton (butenon,CH2=CHCOCH3). Enoni se obično proizvode pomoću aldolne kondenzacije ili Knoevenagelove kondenzacije. Neki komercijalno značajni enoni proizvedeni kondenzacijom acetona su mezitil oksid (dimer acetona) i foron i izoforon (trimeri). U Mejer-Šusterovoma rearanžiranju, početno jedinjenje je propargil alkohol. Drugi metod za pristup α,β-nezasićenim karbonilima je eliminacija selenoksida. Ciklični enoni se mogu pripremiti putem Pauson-Handove reakcije.

#### Ciklični enoni
Ciklični enoni uključuju ciklopropenon, ciklobutenon, ciklopentenon, cikloheksenon i cikloheptenon.

### Enali
Enal (ili alkenal) je organsko jedinjenje koje sadrži i alkenske i aldehidne funkcionalne grupe. U α,β-nezasićenom enalu, alken je konjugovan sa karbonil grupom aldehida (formil grupa). Najjednostavniji enal je akrolein (CH2=CHCHO). Drugi primeri uključuju cis-3-heksenal (esencija pokošenih travnjaka) i cinamaldehid (esencija cimeta).
- Drugi α,β-nezasićeni karbonili
- E-krotonaldehid, enal koji postoji kao izomer
- Cikloheksenon, uobičajeni ciklični enon
- testosteron, muški polni hormon
- Cimetaldehid, esencija cimeta
- Parahinon, posebno elektrofilni α,β-nezasićeni karbonil
- Enonski kompleks gvožđe trikarbonila
- Skvarinska kiselina

## Reakcije α,β-nezasićenih karbonila
α,β-Nezasićeni karbonili su elektrofilni kako na karbonilnom ugljeniku tako i na β-ugljeniku. U zavisnosti od uslova, bilo koje mesto napadaju nukleofili. Dodaci alkenu se nazivaju konjugiranim adicijama. Jedna vrsta adicija konjugata je Majklova adicija, koja se komercijalno koristi u konverziji mezitil oksida u izoforon. Zbog svoje produžene konjugacije, α,β-nezasićeni karbonili su skloni polimerizaciji. U industrijskom obimu, polimerizacija dominira upotrebom α,β-nezasićenih karbonila. Opet zbog njihovog elektrofilnog karaktera, alkenski deo α,β-nezasićenih karbonila je dobar dienofil u Diels-Alderovim reakcijama. Oni se dalje mogu aktivirati Luisovim kiselinama, koje se vezuju za karbonil kiseonik. α,β-Nezasićeni karbonili su dobri ligandi za niskovalentne metalne komplekse, primeri su Fe(bda)(CO)3 i tris(dibenzilidenaceton)dipaladijum(0).
α,β-Nezasićeni karbonili se lako hidrogenišu. Hidrogenacija može ciljati karbonil ili alken (redukcija konjugata) selektivno, ili obe funkcionalne grupe.
Enoni se podvrgavaju Nazarovljevoj reakciji ciklizacije i Rahat-Karijerovoj reakciji (dimerizacija).

## α,β-Nezasićeni tioestri
α,β-Nezasićeni tioestri su intermedijeri u nekoliko enzimskih procesa. Dva istaknuta primera su kumaroil-koenzim A i krotonil-koenzim A. Oni nastaju delovanjem acil-KoA dehidrogenaza. Flavin adenin dinukleotid (FAD) je neophodan kofaktor.

## Bezbednost
Pošto su α,β-nezasićena jedinjenja elektrofili i agensi za alkilovanje, mnoga α,β-nezasićena karbonilna jedinjenja su toksična. Endogeni kolektor glutationa prirodno štiti od toksičnih elektrofila u telu. Neki lekovi (amifostin, N-acetilcistein) koji sadrže tiol grupe mogu zaštititi od takve štetne alkilacije.